# Голлан, Александр
Александр Голлан (венг. Hollán Sándor, фр. Alexandre Hollan; род. 1933, Будапешт) — французский художник и график венгерского происхождения.

## Биография
Родился в Венгрии 29 декабря 1933 года. С 1956 года живёт во Франции. Закончил там Высшую национальную школу изящных искусств и Высшую национальную школу декоративного искусства. Помимо живописи активно работает в графике и книжной иллюстрации.

## Творчество
Персональные выставки художника проходили в Париже, Лионе, Бордо, Страсбурге, Лилле, Монпелье, Безансоне, Анси, Шартре, Каркассоне, Намюре, Будапеште, Женеве, Лозанне, Веве, Берлине, Ганновере, Барселоне, Антверпене.
Иллюстрировал книги Рильке, Б. Хамваша, Э. Левинаса, А. Пьейра де Мандьярга, Бонфуа, Жакоте, Роже Мюнье, М.-К. Банкар и др.

## Книги
- Je suis ce que je vois. Notes sur la peinture et le dessin, 1975—1997. Cognac: Le temps qu’il fait, 1997
- Je suis ce que je vois. Deuxième partie, Notes sur la peinture et le dessin, 1997—2005. Cognac: Le temps qu’il fait, 2006